# Rigadin n'aime plus le cinéma
Pour plus de détails, voir Fiche technique et Distribution.
Rigadin n'aime plus le cinéma est un film muet français réalisé par Georges Monca, sorti en 1916.

## Fiche technique
- Titre : Rigadin n'aime plus le cinéma
- Réalisation : Georges Monca
- Scénario : Marcel Arnac
- Photographie :
- Montage :
- Société de production : Pathé Frères
- Société de distribution : Pathé Frères
- Pays d'origine :  France
- Langue : film muet avec les intertitres en français
- Métrage : 300 mètres
- Format : Noir et blanc — 35 mm — 1,33:1 — Muet
- Genre :  Comédie
- Durée : 10 minutes
- Dates de sortie : 
  - France : 10 mars 1916

## Distribution
- Charles Prince : Rigadin
- Henri Collen